# Andrew Kaplan
Andrew Gary Kaplan (* 18. Mai 1941 in Brooklyn, New York City) ist ein US-amerikanischer Autor, bekannt für seine Spionagethriller. Kaplan sieht sich als ersten Menschen, der nach seinem Tod virtuell weiterlebt, in Form seines Chatbots „Andybot“.

## Biografie
Nach dem College diente Kaplan bei der US-Army. Anschließend arbeitete er als Journalist und Kriegsberichterstatter in Europa, Afrika und Südamerika. Während des Sechstagekrieges 1967 diente er beim Israelischen Heer als Analytiker im Militärgeheimdienst.
1970 graduierte Kaplan an der Universität Tel Aviv. An der Oregon State University erwarb er einen MBA. Danach war er als Berater für Ford tätig.
Ab 1980 veröffentlichte Kaplan neun Bestseller, die in 22 Sprachen übersetzt wurden. Vor allem wurde er für seine „Skorpion“-Thrillerserie bekannt. Er arbeitete auch als Drehbuchautor, unter anderem bei James Bond 007 – GoldenEye.
2019 wurde Andrew Kaplan erster Kunde (und somit Versuchskaninchen) des Start-up-Unternehmens HereAfter von James Vlahos und Sonia Talati. HereAfter entwickelt Chatbots, die Dialoge mit Verstorbenen erlauben. Dazu wird noch zu Lebzeiten ein Audioarchiv der betreffenden Personen angelegt, das der Bot dann mithilfe Künstlicher Intelligenz als Grundlage für seine Antworten nutzt.

## Bibliografie
- 1980: Hour of the Assassins
- 1985: Scorpion
- 1987: Dragonfire
- 1990: War of the Raven
- 2012: Scorpion Betrayal (deutsch: Skorpion: Angriff, 2016)
- 2012: Scorpion Winter (deutsch: Skorpion: Anschlag, 2016)
- 2013: Scorpion Deception (deutsch: Skorpion: Verrat, 2016)
- 2013: Carrie’s Run: A Homeland Novel (deutsch: Homeland: Carries Jagd, 2013)
- 2014: Saul's Game: A Homeland Novel (deutsch: Homeland: Sauls Plan, 2015)